# Inspectorul Harry
Inspectorul Harry, tradus și Comisarul Harry, (în engleză Dirty Harry) este un film polițist thriller american din 1971, produs și regizat de Don Siegel, primul din seria Inspectorul Harry. Clint Eastwood interpretează rolul titular, în prima sa apariție ca inspectorul de la San Francisco Police Department „Dirty” Harry Callahan.
Inspectorul Harry a fost un succes critic și comercial și a stabilit stilul pentru un gen întreg de filme polițiste. Filmul a fost urmat de patru continuări: Magnum Force în 1973, Procurorul în 1976, Întoarcerea inspectorului Harry în 1983 (regizat de Eastwood însuși) și Inspectorul Harry și jocul morții în 1988.
În 2008, Inspectorul Harry a fost selecționat de revista Empire ca unul dintre Cele mai mari 500 de filme ale tuturor timpurilor.

## Rezumat
Un criminal în serie sadic, care se autointitulează „Scorpio” (Andy Robinson), ucide o tânără femeie într-o piscină din San Francisco, folosind o pușcă de mare putere de foc de pe un acoperiș din apropiere. Inspectorul SFPD Harry Callahan (Clint Eastwood) găsește un mesaj de răscumpărare în care criminalul anunța că victimele sale următoare vor fi "un preot catolic sau o cioară", dacă orașul nu-i va plăti 100.000 de dolari. Șeful poliției și primarul orașului San Francisco (John Vernon) îi atribuie cazul inspectorului Callahan.
În timp ce se afla într-un restaurant local, Callahan vede un jaf bancar în curs de desfășurare și, ieșind afară cu revolverul, el ucide doi dintre hoți și îl rănește pe un al treilea, provocându-l pe omul care zace lângă o pușcă încărcată:
„Știu la ce te gândești: „A tras șase focuri sau numai cinci?” Ei bine, ca să-ți spun adevărul, în tot acest entuziasm am cam pierdut numărul. Dar cum acesta este un .44 Magnum, cel mai puternic pistol din lume, și ți-ar sufla capul, trebuie să-ți pui o întrebare: “Mă simt norocos?” Ei bine, te simți așa, gunoiule?”
După ce jefuitorul se predă, Callahan apasă pe trăgaci, arătând că arma era goală.
Primind un partener începător, Chico Gonzalez (Reni Santoni), Callahan se plânge că el are nevoie de cineva cu experiență, deoarece partenerii săi au fost răniți sau au pățit chiar mai rău. Cand Scorpio ucide un băiat negru de pe un alt acoperiș, poliția crede că ucigașul va continua cuă un preot catolic. Callahan și Gonzalez îl așteaptă pe Scorpio lângă o biserică catolică unde are loc un schimb de focuri, dar Scorpio scapă, ucigând un polițist.
Scorpio răpește, violează și îngroapă de vie o fată adolescentă, apoi cere o sumă de două ori mai mare decât răscumpărarea pretinsă inițial înainte ca aerul fetei îngropate să se termine. Primarul decide să plătească și-i spune lui Callahan să livreze banii, fără niciun truc, dar inspectorul poartă un microfon, are cu el un cuțit și-i cere partenerului său să îl urmeze. Scorpio îl poartă pe Callahan pe la mai multe cabine telefonice din întreg orașul pentru a se asigura că este singur, iar goana se termină la o cruce enormă de beton dintr-un parc public. Scorpio îl bate cu brutalitate pe Callahan; Gonzalez ajunge și-și salvează partenerul, dar este rănit. Callahan îl înjunghie pe Scorpio în picior, dar ucigașul fuge fără bani. Gonzalez supraviețuiește rănii, dar decide să demisioneze din poliție.
Medicul care l-a tratat pe Scorpio îi spune lui Callahan și noului său partener, Frank DiGiorgio (John Mitchum), că l-a văzut pe Scorpio pe Stadionul Kezar. În criză de timp, ofițerii intră în camera criminalului fără mandat și Callahan îl împușcă pe Scorpio în piciorul rănit. Când Scorpio refuză să dezvăluie locul unde se află fata și cere un avocat, Callahan îl torturează pe criminal așezându-se pe piciorul rănit. Scorpio mărturisește și poliția exhumează fata moartă.
Deoarece Callahan a pătruns ilegal în casa lui Scorpion și i-a confiscat abuziv pușca, procurorul districtual decide că ucigașul nu poate fi pus sub acuzare. Furios, Callahan îl urmărește pe Scorpion în timpul său liber. Scorpio plătește un bătăuș să-i dea o bătaie severă, dar controlată, apoi susține că inspectorul este responsabil pentru aceasta. În ciuda protestelor sale, lui Callahan i se ordonă să nu-l urmărească pe Scorpio.
Scorpio răpește un autobuz școlar cu copii și cere o altă răscumpărare și un avion pentru a părăsi țara. Primarul insistă din nou să plătească, dar Callahan îl urmărește pe Scorpion fără aprobare, sărind pe acoperișul autobuzului de pe un pod de cale ferată. Ucigașul fuge într-o carieră de piatră din apropiere, unde are loc un schimb de focuri cu Callahan. Scorpio se retrage până când ia ca ostatic un băiat ce ședea pe malul unui iaz.
Inspectorul îi cere criminalului să se predea, apoi îl rănește. Băiatul fuge și Callahan se află în fața lui Scorpio, cu arma îndreptată spre el. Inspectorul își reia discursul: „Te simți norocos, gunoiule?". Scorpio se întinde după arma sa, iar Callahan îl împușcă în piept, propulsându-l pe Scorpio în apă. În timp ce Callahan privește cadavrul criminalului plutind, el își scoate insigna de inspector și o aruncă în apă, înainte de a merge mai departe.

## Distribuție
- Clint Eastwood - inspectorul SFPD Harry Callahan
- Andrew Robinson - Charles "Scorpio" Davis
- Harry Guardino - lt. SFPD Al Bressler
- Reni Santoni - inspectorul SFPD Chico Gonzalez
- John Larch - șeful Poliției din San Francisco
- John Mitchum - inspectorul SFPD Frank "Fatso" DiGeorgio
- John Vernon - primarul orașului San Francisco
- Ruth Kobart - Marcella Platt (șoferița autobuzului școlar)
- Woodrow Parfrey - Jaffe
- Lois Foraker - Hot Mary
- Josef Sommer - procurorul districtual William T. Rothko
- William Patterson - Bannerman
- Craig Kelly - Reineke
- Albert Popwell - jefuitorul de bancă

## Recepție

### Recepție critică
Inspectorul Harry a fost bine primit de critici și este considerat ca fiind unul dintre cele mai bune filme ale anului 1971. Filmul are un rating de aprobare de 95% pe situl Rotten Tomatoes. El a fost nominalizat la Premiile Edgar Allan Poe pentru cel mai bun film. Filmul a provocat controverse atunci când a fost lansat, suscitând dezbateri asupra unor probleme, de la brutalitatea poliției la drepturile victimelor și natura aplicării legii. Feministele au fost ofensate de film, în special, și au protestat la festivitatea decernării Premiilor Oscar pentru anul 1971 afițând bannere pe care scriau mesaje precum "Dirty Harry este un porc putred".
Mulți critici și-au exprimat îngrijorarea față de ceea ce au văzut ca bigotism, Newsweek descriind filmul ca fiind "o fantezie de dreapta", Varietyca "o glorificare falsă a brutalității poliției" și o recenzie furibundă a ziaristei Pauline Kael de la The New Yorker care l-a acuzat pe Eastwood de un "atac împotriva valorilor liberale". Mai multe persoane l-au acuzat de rasism în decizia de a prezenta patru afro-americani ca spărgători de bănci. Eastwood a respins ultrajul politic, susținând că Callahan asculta doar de o autoritate morală mai mare și a zis că "unii oameni sunt atât de orientați politic, atunci când văd fulgi de porumb într-un castron, încât obțin unele interpretări complexe din ea".
Jay Cocks de la revista Time a lăudat interpretarea lui Clint Eastwood ca Dirty Harry, descriindu-l ca "realizând cea mai bună interpretarea a lui până în prezent, tensionat, dur, plin de identificare implicită cu personajul lui". Criticul de film Roger Ebert, în timp ce lăuda meritele tehnice ale filmului, a denunțat filmul pentru "poziția morală fascistă". O secțiune a forțelor de poliție filipineze a ordonat o imprimare a filmului pentru a o folosi ca un film de instruire.
Cu toate acestea, reputația critică a filmului a crescut în statură și este frecvent menționat printre cele mai mari filme din toate timpurile. În 2008, Inspectorul Harry a fost selectat de revista Empire ca fiind unul dintre Cele mai mari 500 de filme din toate timpurile. El a fost plasat și pe lista Celor mai bune 1000 de filme făcute vreodată a ziarului The New York Times. În ianuarie 2010, Total Film a inclus filmul pe lista cu Cele mai bune 100 de filme din toate timpurile. TV Guide și Vanity Fair aun inclus filmul în listele lor cu cele mai bune 50 de filme.

### Performanță la box office
Premiera mondială a filmului Inspectorul Harry a avut loc la Loews Theater din Market Street (San Francisco), la 22 decembrie 1971. Filmul a fost al patrulea film ca sumă a încasărilor din 1971, aducând un total de aproximativ 36 milioane de dolari la cinematografele din America, făcându-l un succes financiar major în comparație cu bugetul său modest de 4 milioane de dolari.

### Home media
Warner Home Video deține drepturile de difuzare pentru seria Inspectorul Harry. Studioul a lansat filmul mai întâi pe casete VHS și Betamax în 1979. Inspectorul Harry (1971) a fost remasterizat pentru DVD de trei ori - în 1998, 2001 și 2008. Acesta a fost distribuit în mai multe cutii de DVD-uri. Inspectorul Harry a fost distribuit pe disc Blu-ray în 2008. Comentatorul DVD-ului din 2008 este Richard Schickel, biograful lui Clint Eastwood.

## Moștenire
Inspectorul Harry a primit recunoaștere din partea American Film Institute. Filmul a fost clasat pe locul 41 în 100 Years…100 Thrills, o listă a celor mai bune filme americane de suspans. Harry Callahan a fost selectat ca al 17-lea cel mai mare erou de film în topul 100 Years…100 Heroes and Villains. Replica faimoasă din film "You've got to ask yourself one question: 'Do I feel lucky?' Well, do ya, punk?" a fost clasificată pe locul 51 în 100 Years…100 Movie Quotes. Inspectorul Harry a fost nominalizat și în listele 100 series ale AFI inclusiv pentru 100 Years... 100 Movies, 100 Years... 100 Movies (10th Anniversary Edition), și 100 Years of Film Scores.